# The Great Escaper
The Great Escaper is een Brits-Franse biografische film uit 2023, geregisseerd door Oliver Parker en geschreven door William Ivory, met in de hoofdrollen Michael Caine en Glenda Jackson. De film is gebaseerd op het waargebeurde verhaal van de 89-jarige Britse oorlogsveteraan Bernard Jordan die uit zijn verpleeghuis 'ontsnapte' om het 70-jarig jubileum te kunnen bijwonen van de D-Day-herdenkingen in Frankrijk in juni 2014.

## Verhaal
De film, vernoemd naar de bijnaam die Jordan na zijn avontuur kreeg, loopt langs twee tijdlijnen. In 2014 wonen de tachtigjarigen Bernard en Rene Jordan samen in een verzorgingstehuis weg van de moderne samenleving. Flashbacks naar de tijd dat ze jong waren tonen hun liefdesverhaal, maar ook Jordans herinneringen (of misschien ingebeelde herinneringen) aan zijn vrienden die in gevaar waren op de stranden tijdens de landingen in Normandië in 1944.
In de huidige tijd kan Jordan zijn verzorgers ontwijken en een nachtveerboot nemen waar hij uiteindelijk andere veteranen ontmoet die ook in Frankrijk zijn om de moed van hun vrienden te herdenken. Ondertussen ondersteunt Rene, die op sterven ligt en haar zaken regelt, de reis van haar man.

## Rolverdeling
| Acteur           | Personage           |
| ---------------- | ------------------- |
| Michael Caine    | Bernard Jordan      |
| Glenda Jackson   | Irene (Rene) Jordan |
| Will Fletcher    | de jonge Bernard    |
| Laura Marcus     | de jonge Irene      |
| John Standing    | Arthur              |
| Jackie Clune     | Judith              |
| Danielle Vitalis | Adele               |
| Brennan Reece    | Martin              |
| Wolf Kahler      | Heinrich            |

## Productie
Op het moment van filmen was Caine 89 en Jackson 86 jaar oud. Ze hadden 47 jaar eerder voor het laatst samen een film gemaakt, The Romantic Englishwoman (1975). De film zal de laatste filmoptredens voor beide hoofdrolspelers zijn. Jackson stierf in juni 2023, negen maanden nadat het filmen was afgelopen en Caine kondigde in oktober 2023 zijn afscheid van het acteren aan.

## Release en ontvangst
The Great Escaper ging op 20 september 2023 in première in BFI Southbank, Londen. De film kreeg overwegend positieve kritieken van de filmcritici, met een score van 80% op Rotten Tomatoes, gebaseerd op 20 beoordelingen.